# Siedlisko leśne
Siedlisko leśne – zespół czynników klimatycznych i glebowych danej biocenozy, które kształtują dany obszar.
Pojęcie siedliska w leśnictwie ma ogromne znaczenie hodowlane, gdyż ono decyduje o składzie gatunkowym przyszłego drzewostanu.